# Врбовје
Врбовје (слч. Vrbové, мађ. Verbó) град је у Словачкој, који се налази у оквиру Трнавског краја, где је у саставу округа Пјештјани.

## Географија
Врбовје је смештено у западном делу државе. Главни град државе, Братислава, налази се 90 километара југозападно од града.
Рељеф: Врбовје се развило у Поважју (области око реке Вах). Јужно од града је долинско, равничарско подручје, а северно од града издижу се Мали Карпати. Надморска висина граде је око 190 метара.
Клима: Клима у Врбовју је умерено континентална.
Воде: Источно од Врбовја протиче највећа словачка река Вах. Око насеља протиче пар мањих потока.

## Историја
Људска насеља на овом простору везују се за време праисторије. Насеље под данашњим именом први пут се спомиње 1332. године, као место насељено Словацима, да би градска права стекло 1437. године. Током следећих векова град је био у саставу Угарске.
Крајем 1918. Врбовје је постало део новоосноване Чехословачке. У време комунизма град је нагло индустријализован, па је дошло до наглог повећања становништва. После осамостаљења Словачке град је постао њено општинско средиште, али је дошло до привредних тешкоћа у време транзиције.

## Становништво
| Година:    | 1994. | 2004.   | 2014.   | 2024.   |
| ---------- | ----- | ------- | ------- | ------- |
| Број људи: | 6162  | 6300    | 6091    | 5554    |
| Разлика:   |       | +2,23 % | -3,31 % | -8,81 % |

| Година:    | 2023. | 2024.   |
| ---------- | ----- | ------- |
| Број људи: | 5597  | 5554    |
| Разлика:   |       | -0,76 % |

Данас Врбовје има око 5.700 становника и последњих година број становника лагано расте.

## Партнерски градови
- Алштет
- Витков
- Спишке Подхрадје

## Галерија
- Градска римокатоличка црква
- Градска лутеранска црква
- Синагога у Врбовју
- Здање Беновске курије
- Главни трг